# Плевунски долмен
Плевунският долмен, (среща се също като „Дълъгият долмен“ се намира на около 2 km северно от с.Плевун, вляво от шосето към главния път Крумовград – Ивайловград, преди разклона за с. Кобилино.

## Описание и особености
Съоръжението е с ориентация изток-запад, като т.нар. отвор се наблюдава на източната страна. Състои се от голяма гробна камера, преддверие и предгробна камера, всички с правоъгълен план. Общата му дължина е 7,50 m и е изграден от грубо обработени гнайсови плочи, поставени вертикално и вкопани в скалистата почва. Откъм подхода към съоръжението е оформена своеобразна фасада от две заоблени отгоре плочи, които фланкират от север и юг входа. Вероятно входът е затварян с една плоча, която археолозите са открили пред съоръжението. В средата на тази плоча има пробит не докрай малък отвор. От входа се преминава по дълъг 2,8 m коридор, стените на който са от дълги вертикални плочи, като северната страна е надстроена, като върху нея са подредени три вертикални реда по-малки вертикални плочи. Предгробната камера е по-широка, по-къса и по-висока от коридора. Подът е покрит с голяма каменна плоча. Вероятно двете камери са били покрити с големи каменни плочи, за разлика от тях обаче коридорът е бил по-скоро открит.

## Археологическо проучване
Долменът е изцяло проучен през 1999 г. от доц.Георги Нехризов, който условно причислява древното съоръжение към групата на двукамерните долмени с дромос, но в плана му и в начина на изграждане
има особености, неизвестни от други подобни обекти.
Една от главните особености според доц. Нехризов е удължената планова схема, включваща фасадно оформен вход, дълъг дромос от невисоки вертикални плочи, предгробна камера с почти квадратен план и голяма
гробна камера с подова плоча. До археологическото изследване през 1999 г. на българската археологическа наука е непознато свързването на двете камери с по-тесен къс коридор – при всички известни двукамерни долмени от Древна Тракия двете камери имат обща къса стена с вход.

### Датиране
Долменът е с изключително сложен архитектурен план, непознат за проучените подобни съоръжения на територията на България. Вероятно долменът е изграден около V век пр. Хр. през Късножелязната епоха. Планът му е близък до градените от обработени камъни тракийски подмогилни гробници. Съоръжението е проучено от доц. Георги Нехризов.
При Плевунския долмен не се наблюдават изсечени отвори в стените – преминаването през предгробната камера е осигурено, като късите страни са маркирани от по две тесни плочи, оформящи ъглите
на помещението, между които е оставено достатъчно разстояние. Изключение от чисто мегалитния похват в изграждането на паметника е надстройката от три хоризонтални реда от плочи върху северната стена на дромоса. За разлика от останалите проучени съоръжения в този район, всички открити археологически материали в този долмен са само от късната Желязна епоха.
В зоната на разпространение на мегалитните гробни съоръжения в Югоизточните Родопи има пример на гробница, изградена изцяло от хоризонтални редове от плочи без спойка. При проучването на долменоподобните гробове от некропола в местността Дикела при с.Руса (на територията на Гърция) в една от могилите е открито гробно съоръжение със сложен план, стените на което са изградени от хоризонтално подредени плочести камъни и което е датирано от гръцкия археолог Д.Триандопулос „в края на епохата на долмените“.